# Paete
Paete é um município de  quarta classe de renda municipal (d) na província Laguna, nas Filipinas. De acordo com o censo de 1 de maio  de  2020 possui uma população de 24 945 pessoas e 5 883 domicílios.